# San Andres (Romblon)
San Andres ist eine philippinische Stadtgemeinde in der Provinz Romblon, in der Verwaltungsregion IV-B, Mimaropa. Sie hat 15.589 Einwohner (Zensus 1. August 2015). Sie wird als Gemeinde der fünften Einkommensklasse auf den Philippinen und als teilweise urbanisiert eingestuft.
San Andres liegt im Nordwesten der Insel Tablas, an der Küste der Sibuyan-See. Die Topographie der Gemeinde wird durch flachwelliges Terrain gekennzeichnet. Ihre Nachbargemeinden sind Calatrava im Norden, Odiongan im Süden, San Agustin im Osten.

## Baranggays
Die Gemeinde setzte sich 2011 aus 13 Barangays zusammen:
| - Agpudlos - Calunacon - Doña Trinidad - Juncarlo - Linawan - Mabini - Marigondon Norte | - Marigondon Sur - Matutuna - Pag-Alad - Poblacion - Tan-Agan - Victoria |

## Weblink
- Informationen der Philippine Statistics Authority über San Andres